# Восход (Алейский район)
Восход — упразднённый посёлок в Алейском районе Алтайского края России. На момент упразднения входил в состав Дружбинского сельсовета. Исключён из учётных данных в 1988 году.

## География
Посёлок находился в центральной части края, на правом берегу реки Горевка (приток реки Алей), на расстоянии приблизительно 10 километров (по прямой) к юго-западу от села Дружба.

### Климат
Резко континентальный. Средняя температура января −17,6 °С, июля — +20 °С. Годовое количество осадков — 440 мм.

## История
Основан в 1925 г. В 1928 году посёлок Сидоровский состоял из 17 хозяйств. В административном отношении входил в состав Маховского сельсовета Алейского района Барнаульского округа Сибирского края.
В 1929 году в посёлке была организована коммуна (позже колхоз) «Восход», по которому и за посёлком закрепилось название Восход.

## Население
В 1926 году в поселке проживало 84 человека (41 мужчина и 43 женщины), основное население — русские.